# Vi som älskar 90-talet
Vi som älskar 90-talet, också kallad Vi som älskar 90 & 00-talet, är en musikfestival som fokuserar på kommersiella artister som var populära på 1990-talet och på senare år också 00-talet. Festivalen arrangerades första gången 2016 i Malmö av Kulturbolaget och är sedan 2017 en turnerande festival som besöker flera svenska städer. 
Festivalen har sitt ursprung från det danska festivalkonceptet Vi Elsker 90erne grundat av den före detta fotbollsspelaren Riffi Haddaoui som också arrangerar de svenska festivalerna. Riffi har själv medverkat som DJ på festivalerna under artistnamnet DJ Riffi.

## Artister

### Artister 2016
Den första upplagan av Vi som älskar 90-talet hölls den 30 juli 2016 i Pildammsparken i Malmö.
- Vengaboys
- Rednex
- Haddaway
- Snap!
- East 17
- Jenny from Ace of Base
- Gigi D’Agostino
- E-Type
- Peter André
- Dr. Bombay
- Captain Jack
- Dr. Alban
- 2 Unlimited
- Paradisio
- Cappella
- Basic Element
- Twenty 4 Seven
- Drömhus
- Rob n Raz feat. D-Flex
- Heather Small of M People
- Whigfield
- Me & My
- Daze
- 666

### Artister 2017[5]
Den andra upplagan turnerade runt i fyra svenska städer med olika variationer av uppträdande band.
| Datum        | Stad      | Plats             |
| ------------ | --------- | ----------------- |
| 8 juli 2017  | Stockholm | Zinkensdamms IP   |
| 15 juli 2017 | Göteborg  | Slottsskogsvallen |
| 22 juli 2017 | Kalmar    | Fredriksskans IP  |
| 29 juli 2017 | Malmö     | Mölleplatsen      |

*Endast Stockholm/Göteborg/Kalmar

**Endast Malmö
- Aqua
- E-Type*
- Vengaboys
- Corona**
- Alice DJ**
- Markoolio**
- Pandora
- Technotronic
- Snap!
- 2 Unlimited
- DJ Sash!
- Culture Beat
- Paradisio*
- Basic Element*
- Rob N Raz feat. D-Flex*
- Dr. Alban Vs. Haddaway
- Captain Hollywood
- Masterboy**
- Brooklyn Bounce
- Whigfield
- Toy-Box
- Safri Duo
- Me & My

### Artister 2018
Den tredje upplagan turnerade runt i tre svenska städer med olika variationer av uppträdande band. Nytt detta år var att Peter Siepen och Kajsa Mellgren var konferencierer.
| Datum        | Stad        | Plats           |
| ------------ | ----------- | --------------- |
| 7 juli 2018  | Stockholm   | Zinkensdamms IP |
| 14 juli 2018 | Göteborg    | Bananpiren      |
| 21 juli 2018 | Helsingborg | Pixlapiren      |

*Endast Stockholm

**Endast Göteborg

***Endast Helsingborg
- Scooter
- E-type
- Leila K
- Las Ketchup
- The Outhere Brothers
- Rednex
- Double You
- Haddaway
- Dr Alban
- Mr President
- Drömhus*&**
- Maxx
- Emilia
- Markoolio
- Caramell
- Paradisio
- Da Buzz
- La Cream
- Alexia* & **
- Alice DJ ** &***
- Basic Element* & ***
- Together** &***
- Look Twice*

### Artister 2019
Den fjärde upplagan turnerade runt i tre svenska städer med olika variationer av uppträdande band. Även ett mindre stopp gjordes i Umeå.
Detta år var att Peter Siepen och Josefin Craaford konferencierer.
| Datum        | Stad        | Plats             |
| ------------ | ----------- | ----------------- |
| 6 juli 2019  | Stockholm   | Zinkensdamms IP   |
| 13 juli 2019 | Göteborg    | Slottsskogsvallen |
| 19 juli 2019 | Umeå        | Umeå Energi Arena |
| 20 juli 2019 | Helsingborg | Pixlapiren        |

S = Endast Stockholm
G = Endast Göteborg
H = Endast Helsingborg
U = Endast Umeå
A = Alla städer
- Aqua (A)
- Vengaboys (A)
- Antiloop (S+G+H)
- Dj Sash!  (S+G+H)
- Cascada  (A)
- Right Said Fred  (S+G+H)
- Snap! (S+G+H)
- Melodie Mc (S+G+H)
- Eiffel 65 (S+G+H)
- Da Buzz  (A)
- Markoolio (S+G+H)
- Drömhus (S+G+H)
- Flexx (S+G+H)
- Rob'n'raz Feat D-Flex (S+G+H)
- Me & My (S+G+H)
- Daze (S+G+H)
- N-Trance (S+G+H)
- Boyzlife (S+H)
- Cappella  (S+G+H)
- Londonbeat (S+G+H)
- Giorgio Prezioso (S+G+H)
- Dilba  (S+G+H)
- Victoria Silvstedt (S)
- Mendez  (S+G+H)
- Cut 'N' Move (S+G+H)
- Antique (G)
- Look Twice (H)
- E-type (U)
- Dr Alban (U)
- La Cream (U)

### Artister 2020
Festivalen 2020 ställdes in på grund av Covid-19 och flyttades till 2021. 

### Artister 2021
Festivalen 2020 ställdes in på grund av Covid-19 och flyttades till 2022. 

### Artister 2022
Konferencierer detta år är Jessica Folcker (Stockholm), Josefin Crafoord (Stockholm, Helsingborg) och Peter Siepen (Helsingborg).
| Datum        | Stad        | Plats              |
| ------------ | ----------- | ------------------ |
| 2 juli 2022  | Göteborg    | Slottsskogsvallen  |
| 9 juli 2022  | Gävle       | Gasklockorna Gävle |
| 9 juli 2022  | Stockholm   | Östermalms IP      |
| 15 juli 2022 | Karlstad    | Mariebergsskogen   |
| 23 juli 2022 | Helsingborg | Olympia Park       |

G = Göteborg
S = Stockholm
Gä = Gävle
K = Karlstad
H = Helsingborg
A = Alla städer
- DJ Rolf
- Masterboy (G, S, inställd Helsingborg)
- Markoolio (G, S, Gä, K, inställd Helsingborg)
- Da Buzz (G, S, K, H)
- Las Ketchup (G, S, H)
- Blümchen (G, S, H)
- Latin Kings (G, S, H)
- Blues (G, S, H)
- Navigators (G, S, H)
- Bosson (G, ersättare för La Cream)
- Robin S (G, S, H)
- A1 (G, S, Gä, H)
- Whigfield (A)
- Dr. Alban (G, S, H)
- Haddaway (G, S, H)
- Antique (G, S, H)
- Basic Element (A)
- Drömhus (Gä, K)
- Super Fëmmes (G, S, H)
- Coolio (G, S, H)
- Italobrothers (G, S, H)
- DJ Sash! (A)
- E-Type (A)
- Dj Riffi
- Scooter (G, S, H)
- 2 Unlimited (G, S, Gä, inställd Helsingborg)
- Antiloop (G, S, H)
- Paradisio (K)
- Günther (K, ersättare i Helsingborg)
- East 17 (A)
- La Cream (S, Gä, K, H, inställd Göteborg)
- 5ive (A)
- Look Twice (ersättare i Helsingborg)
- Leila K (ersättare i Helsingborg)

### Artister 2023
Den sjätte upplagan av festivalen.
| Datum        | Stad        | Plats      |
| ------------ | ----------- | ---------- |
| 8 juli 2023  | Stockholm   | Gärdet     |
| 15 juli 2023 | Göteborg    | Bananpiren |
| 22 juli 2023 | Helsingborg | Pixlapiren |

- 666
- Alice Deejay (Stockholm)
- Alice DJ (Göteborg och Helsingborg)
- ATC
- Atomic Kitten
- Basic Element
- Cascada (Stockholm och Göteborg)
- Corona
- Culture Beat
- Da Buzz
- Daze (Helsingborg)
- DJ Freddz
- DJ Kristina
- DJ Riffi
- Dr. Bombay
- Drömhus
- E-Type
- Fragma
- Guru Josh Project & Henry Himself (extrainsatt artist Göteborg)
- Ice MC
- Look Twice
- Lou Bega
- Markoolio
- Maxx
- Pandora
- Paradisio
- Real 2 Real Ft. Mad Stuntman
- Rozalla
- Solid Base
- Vengaboys

### Artister 2024
| Datum        | Stad      | Plats     |
| ------------ | --------- | --------- |
| 6 juli 2024  | Stockholm | Gärdet    |
| 13 juli 2024 | Göteborg  | Frihamnen |
| 27 juli 2024 | Malmö     | Nyhamnen  |

- DJ Kristina
- Blümchen
- Haddaway
- Mr. President
- Basic Element
- Magic Affair
- Markoolio
- Victoria Silvstedt
- Army of Lovers
- La Cream
- Lutricia McNeal
- E-Rotic
- La Bouche
- O-Zone
- Kelly O från Cappella
- Nick Carter
- Mr. DEE
- DJ Sammy
- Jenny från Ace of Base
- E-type
- DJ Riffi
- Antiloop
- Dune
- Lasgo
- DJ Aligator

### Artister 2025
| Datum        | Stad      | Plats          |
| ------------ | --------- | -------------- |
| 5 juli 2024  | Stockholm | Gärdet         |
| 12 juli 2024 | Göteborg  | Frihamnen      |
| 26 juli 2024 | Malmö     | Pildammsparken |

- Melanie C
- Vengaboys
- Alice dj
- Peter Andre
- Paul Oakenfold
- Alexandra Stan
- Rednex
- S.O.A.P
- 2 brothers on the 4th floor
- Mark oh!
- Tina Cousins
- Dr Alban
- Basic Element
- Miio
- Graaf
- Da Buzz
- Dr. Bombay
- Safri Duo
- The outhere brothers (Inställt i Malmö pga sjukdom)
- Daisy Dee from Technotronic
- Markoolio  (Stockholm & Göteborg)
- Paradisio
- 666
- Antiloop (Gästspel i Göteborg)
- Snow (Malmö)